# Felix Klemme
Felix Klemme (* 18. August 1980) ist ein deutscher Diplom-Sportwissenschaftler, Life Coach und Buchautor. Bekannt wurde er durch die Dokuserie Extrem schwer – Mein Weg in ein neues Leben auf RTL II.  Durch den Erfolg der Sendung bekam er weitere Sendungen auf RTL II wie Die Diät-Tester und Meine Eltern ihre Kilos und ich. Er ist auch als Referent für Vorträge, Bühnenprogramme und Workshops tätig.
2008 machte er seinen Abschluss an der Deutschen Sporthochschule Köln. In seiner Diplomarbeit untersuchte er die Auswirkungen eines 10-wöchigen Krafttrainings auf verschiedene Blutwerte bei übergewichtigen Menschen. Nach seinem Abschluss machte er eine zweijährige Zusatzausbildung in Psycho-Neuro-Immunologie. Klemme ist weiterhin der Gründer des Gesundheits und Präventionsunternehmens Outdoor Gym, welches an mehreren Standorten in Deutschland vertreten ist und Trainingsangebote draußen in Parks und in der Natur anbietet.
Er ist Mitgründer des Vereins „BewusstSein“.
Felix Klemme lebt zusammen mit seiner Frau und den gemeinsamen Kindern in Bonn.

## Auszeichnungen
- Neos Award „Bester Personaltrainer 2015 männlich“[3]

## Werke
- Natürlich sein – Das ganzheitliche Life-Coaching-Programm. Droemer Knaur Verlag, 2015, ISBN 978-3-426-67500-7.
- Natürlich essen – Das ganzheitliche Ernährungskonzept. Droemer Knaur Verlag, ISBN 978-3426675274
- Natürlich fit – Effektives Workout für Starter und Profis. Droemer Knaur Verlag, ISBN 978-3426675144
- Bin raus. Aus allem was mich davon abhält natürlich und erfüllt zu leben. Droemer Knaur Verlag, ISBN 978-3426675557